# داستان لاس وگاس (فیلم)
داستان لاس وگاس (انگلیسی: The Las Vegas Story) فیلمی در ژانر درام و جنایی به کارگردانی رابرت استیونسون است که در سال ۱۹۵۲ منتشر شد.

## داستان
هپی نوازندهٔ پیانو در کازینوی «آخرین فرصت» در لاس‌وگاس است. او با خود فکر می‌کند که چه چیزی باعث جدایی لیندا رولینز و دیو اندروز شد و می‌گوید: «باید چیزی سریع و ناگهانی میانشان پیش آمده باشد».
لیندا با اکراه با قطار به لاس‌وگاس بازمی‌گردد، چون شوهر بی‌عرضه‌اش، لوید رولینز، اصرار دارد تعطیلاتشان را آنجا بگذرانند. هنگامی‌که این زوج پیاده می‌شوند، یکی از مسافران دیگر به نام تام هابلر نیز با عجله پیاده می‌شود. آن‌ها در هتل و کازینوی فَبیولِس اقامت می‌کنند. رولینز تقاضای اعتبار مالی می‌کند و لیندا درمی‌یابد که شوهرش درگیر مشکلی مالی و شاید حتی خلافکارانه است و احتمال می‌دهد که می‌خواهد از راه قمار پولی به دست آورد. او در نخستین شب، لیندا را وادار می‌کند گردنبندش را که ۱۵۰ هزار دلار ارزش‌گذاری شده، به گردن بیندازد.
بعدتر، لیندا با دیو برخورد می‌کند که حالا افسری در کلانتری است. او از دیدن دوبارهٔ لیندا خوشحال نمی‌شود و آن دو با تندی دربارهٔ پایان رابطه‌شان بحث می‌کنند.
روز بعد، هابلر در کنار استخر هتل تلاش می‌کند با لیندا صمیمی شود، اما او بی‌اعتناست. کمی بعد، هابلر به لوید می‌گوید که از سوی شرکت بیمه مأمور شده تا او و گردنبند را زیر نظر بگیرد. مدیر هتل فبیولِس، آقای دراکر، سرانجام درمی‌یابد که رولینز یک شیاد است و به او می‌گوید دیگر در هتل جایی ندارد.
رولینز برای گرفتن اعتبار ۱۰ هزار دلاری نزد کلیتون، صاحب کازینوی «آخرین فرصت» می‌رود و گردنبند لیندا را وثیقه می‌گذارد، اما همهٔ پول را در قمار می‌بازد. او تلاش می‌کند اعتبار بیشتری بگیرد، اما کلیتون نمی‌پذیرد و به او می‌گوید فقط در ازای ۱۰ هزار دلار گردنبند را پس می‌دهد. صبح روز بعد، کلیتون را با ضربات چاقو کشته می‌یابند و گردنبند ناپدید شده است. دیو گمان می‌برد قاتل گردنبند را برده باشد.
دیو، رولینز را بازداشت می‌کند. رولینز از همسرش می‌خواهد که برایش شاهد بیاورد، اما لیندا نمی‌تواند، زیرا هنگام وقوع قتل، نزد دیو در خانه‌اش بوده است.
با داشتن یک مظنون در بازداشت، هابلر لیندا را به صحنهٔ جنایت بازمی‌گرداند و از او می‌خواهد مسیر شب گذشته را بازسازی کند، و با این کار خودش را به عنوان متهم لو می‌دهد. هپی به دیو از گفت‌وگوهای هابلر با لیندا می‌گوید و دیو درمی‌یابد که قاتل واقعی کیست. او می‌فهمد هابلر به‌اشتباه جای دقیق قتل را لو داده، چیزی که فقط قاتل می‌دانست، زیرا کلیتون پیش از مرگ توانسته بود خود را به تلفن برساند، اما هابلر از این موضوع خبر نداشت.
دیو به لیندا تلفن می‌زند تا او را هشدار دهد، اما هابلر که در تمام این مدت دنبال گردنبند بوده، لیندا را می‌رباید. در حالی‌که تمام بزرگراه‌ها بسته شده و مشخصات خودروی اجاره‌ای او به پلیس گزارش شده، او خودروی دیگری را می‌دزدد و صاحب آن را به قتل می‌رساند. دیو با کمک یک بالگرد او را در حال فرار شناسایی می‌کند. خلبان و دیو او را مجبور به توقف در پایگاهی متروکه می‌کنند. هابلر به خلبان شلیک می‌کند و دیو را تهدید به کشتن لیندا می‌کند، و او را وادار می‌کند تفنگش را دور بیندازد. اما پس از تعقیب و درگیری، دیو موفق می‌شود اسلحه‌ای به دست آورد و هابلر را از پا درآورد.
بازگشت به لاس‌وگاس، لیندا تصمیم می‌گیرد از شوهرش جدا شود و در لاس‌وگاس بماند. لوید که از اتهام قتل تبرئه شده، بلافاصله به جرم اختلاس و دیگر جرائم بازداشت می‌شود.

## بازیگران
- جین راسل
- ویکتور ماتیور
- وینسنت پرایس
- هوگی کارمایکل
- برد دکستر
- ویل رایت
- والیس کلارک